# Jornal Pessoal
Jornal Pessoal, também conhecido como JP, é um periódico alternativo editado pelo prestigiado jornalista Lúcio Flávio Pinto e pelo também jornalista Luiz Pinto, irmão de Lúcio. Em suas categorias, de mídia alternativa e independente, é o mais longevo periódico brasileiro.
Graças ao trabalho desenvolvido no Jornal Pessoal, de defesa da Amazônia brasileira, o jornalista, seu irmão e o seu periódico acumularam diversos prêmios nacionais e internacionais, dentre eles o International Press Freedom Awards (Prêmio Internacional da Liberdade de Imprensa) em 2005, dado pelo Comitê para Proteção dos Jornalistas, sendo a primeira vez que o Brasil ganharia tal honraria.
A primeira edição saiu em 15 de setembro de 1987; sua manchete, sob o título "O caso Fonteles: um crime bem planejado", destacava a cobertura do assassinato do ex-deputado Paulo Fonteles.

## Histórico
Antes de editar o "Jornal Pessoal", Lúcio aventurou-se em pelo menos duas outras oportunidades:
- Jornal "Bandeira 3", que durou sete edições, todas no ano de 1975;
- jornal "Informe Amazônico", com 12 edições, entre 1980 e 1981.[8]

O Jornal Pessoal surgiu porém em virtude de falta de espaço para publicar uma grande matéria investigativa. A maioria dos jornais paraenses, inclusive o maior deles, O Liberal, em pleno período democrático pós-ditadura negaram-se a publicar matérias sobre o assassinato do ex-deputado Paulo Fonteles.. A principal alegação era o temor de represálias econômicas, visto que dois dos nomes envolvidos no caso como testemunhas, Francisco Joaquim Fonseca, do Grupo Jonasa, e Jair Bernardino de Souza, proprietário da empresa Belauto, eram anunciantes do jornal.
Lúcio, a época jornalista do O Liberal e correspondente do Estado de S. Paulo, havia sido o repórter destacado para cobrir o caso, e não teve seu trabalho investigativo publicado pelo jornal O Liberal. Em virtude disso, sentiu-se ainda mais instigado a publicar a matéria.
Como forma de compensar o grande trabalho que o jornalista havia feito na cobertura do caso, o jornal O Liberal cedeu seu parque gráfico para imprimir o volume 1 do Jornal Pessoal, totalmente de graça, com a única condição de não ser citado como a gráfica responsável.
A matéria de capa do recém-fundado Jornal Pessoal veio com o título "O caso Fonteles: um crime bem planejado"; esta matéria lhe rendeu vários prêmios, inclusive um Prêmio FENAJ, no ano de 1988.

## Características
Se comparada a sua projeção, o Jornal Pessoal conta com uma redação modesta; é composta por Lúcio que é o redator e diretor, e seu irmão Luiz Pinto que trabalha como ilustrador/diagramador e o distribuidor. Ambos produzem as cópias do periódico em uma gráfica própria.
Os irmãos Pinto reconhecem que o periódico tem "redação franciscana", em virtude da simplicidade do veículo informativo. O Jornal Pessoal tem aparência de um jornal estudantil; o seu formato é pequeno, equivalente a uma folha de papel ofício. Em 2012, ao comemorar 25 anos de existência, passou a ter edições de 16 páginas, depois de ter circulado por grande parte da sua história com 12. Outras características é que não usa cor, nem foto, exceto em suas seções memorialísticas, que abrigam imagens do passado. Suas ilustrações são charges.
O JP nunca aceitou publicidade nem disponibiliza assinaturas. A renda para que continue editando vem comercialização da sua tiragem, de dois mil exemplares quinzenais, dos quais mil e seiscentos são vendidos em bancas de revista de Belém, capital do Pará. Conta por vezes com doações vindas de anônimos e de campanhas de financiamento coletivo.

## Censura e violência
Por sua característica combatividade em relação às questões Amazônicas, em especial aos grandes grupos econômicos, o Jornal (e o jornalista Lúcio Flávio) respondem atualmente a 33 processos na justiça de Belém, a maioria com base na chamada Lei de Imprensa, de 1967. São frequentemente citados no Jornal Pessoal as famílias Maiorana (e o grupo ORM), Sarney e Barbalho (e o grupo RBA), Lula (e o PT), Simão Jatene (e o PSDB), além da empresa mineradora Vale.
Dos processos movidos contra o jornalista, 13 são de autoria de membros da família Maiorana, que vêm a ser os proprietários das Organizações Rômulo Maiorana (ORM), ao qual pertencem o jornal e a TV Liberal, esta afiliada à Rede Globo. No dia 21 de janeiro de 2005, o jornalista foi agredido a socos e pontapés, em local público, por Ronaldo Maiorana e por dois policiais militares que trabalham ilegalmente como seguranças do empresário. Os Maiorana foram patrões de Lúcio Flávio.
Lúcio foi condenado a pagar indenização de R$ 8 mil (o que valia em 2012 perto de R$ 22 mil, incluindo custas e honorários advocatícios), referentes a uma ação por danos morais movida por Cecílio do Rego Almeida, fundador da C.R. Almeida, que é uma das maiores construtoras do país. Almeida, falecido em 2008, alegou na ação ter sido ofendido pelo jornalista, que o chamou de "pirata fundiário" em reportagem publicada em 1999 no Jornal Pessoal. O texto descrevia a apropriação ilegal por Almeida de quase 5 milhões de hectares de terras públicas no Vale do Rio Xingu, no Pará. Lúcio afirmou que foi "(...) condenado por falar a verdade." A grilagem das terras herdadas pelos filhos do fundador da empreiteira, foi anulado por uma decisão da Justiça Federal.